# Cseh labdarúgókupa

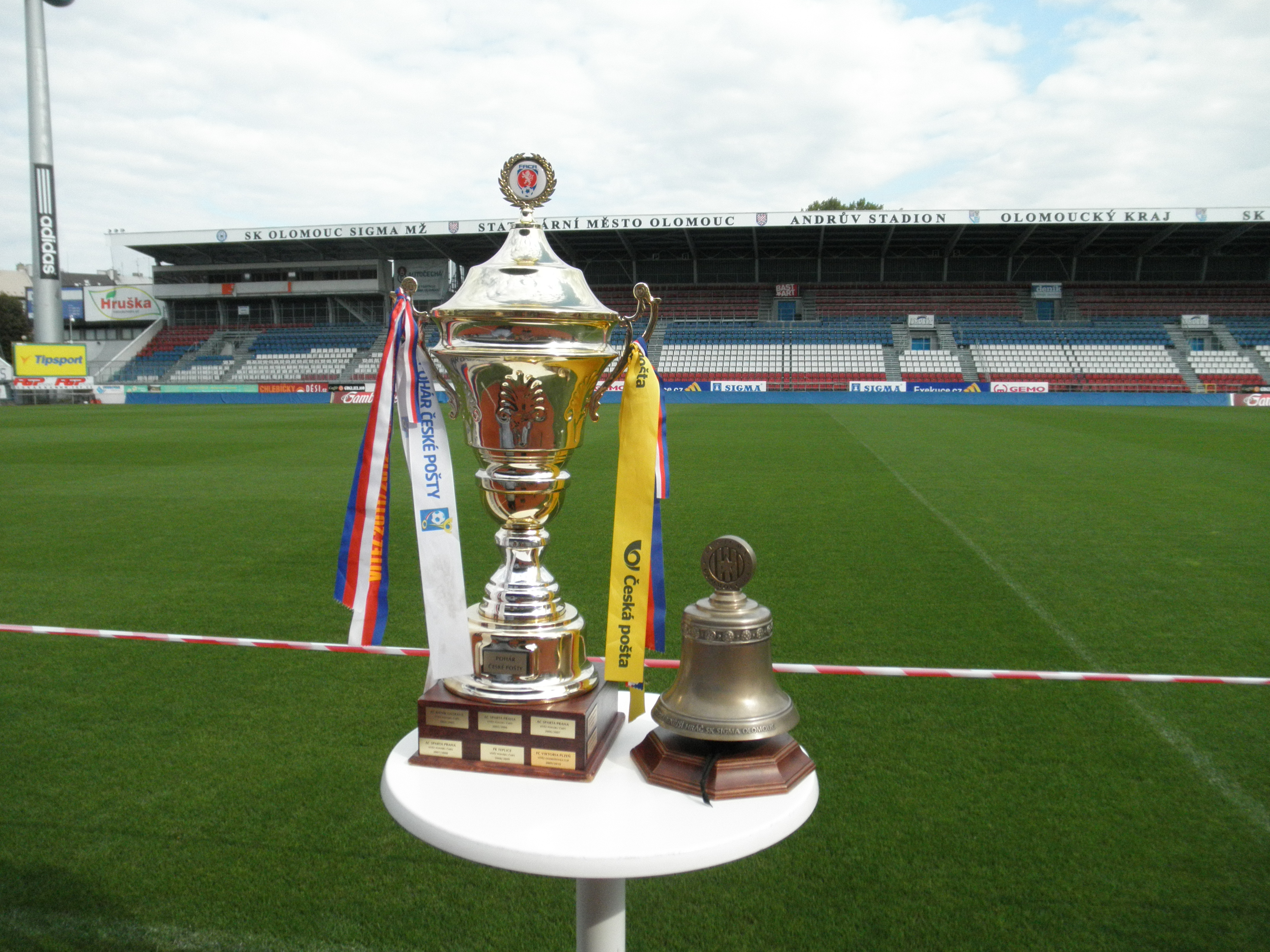
cseh labdarúgókupa

A cseh labdarúgókupa, csehül Pohár ČMFS egy szezononként megrendezett, kieséses rendszerű labdarúgókupa-sorozat. A legsikeresebb csapat a Sparta Praha és a Slavia Praha 7-7 győzelemmel.
A győztes jogot szerez magának az Európa-liga-indulásra.

## Az eddigi győztesek
- 1994: FK Viktoria Žižkov
- 1995: SK Hradec Králové
- 1996: AC Sparta Praha
- 1997: SK Slavia Praha
- 1998: FK Jablonec 97
- 1999: Slavia Praha
- 2000: FC Slovan Liberec
- 2001: Viktoria Žižkov
- 2002: Slavia Praha
- 2003: FK Teplice
- 2004: Sparta Praha
- 2005: FC Baník Ostrava
- 2006: Sparta Praha
- 2007: Sparta Praha
- 2008: Sparta Praha
- 2009: Teplice
- 2010: FC Vikoria Plzeň
- 2011: FK Mladá Boleslav
- 2012: SK Sigma Olomouc
- 2013: FK Jablonec 97
- 2014: AC Sparta Praha
- 2015: FC Slovan Liberec
- 2016: FK Mladá Boleslav
- 2017: Fastav Zlín
- 2018: Slavia Praha
- 2019: Slavia Praha
- 2020: Sparta Praha
- 2021: Slavia Praha
- 2022: Slovácko
- 2023: Slavia Praha

## Legsikeresebb csapatok
| Klub               | Győztes | Második | Győztes évek                                                  |
| ------------------ | ------- | ------- | ------------------------------------------------------------- |
| SK Slavia Praha    | 7       | 0       | 1996-97, 1998-99, 2001-02, 2017-18, 2018-19, 2020-21, 2022-23 |
| AC Sparta Praha    | 7       | 6       | 1995-96, 2003-04, 2005-06, 2006-07, 2007-08, 2013-14, 2019-20 |
| Jablonec 97        | 2       | 6       | 1997-98, 2012-13                                              |
| Slovan Liberec     | 2       | 3       | 1999-2000, 2014-2015                                          |
| FK Viktoria Žižkov | 2       | 1       | 1993-94, 2000-01                                              |
| Mladá Boleslav     | 2       | 1       | 2010-11, 2015-16                                              |
| FK Teplice         | 2       | 0       | 2002-03, 2008-09                                              |
| Baník Ostrava      | 1       | 3       | 2004-05                                                       |
| Sigma Olomouc      | 1       | 1       | 2011-12                                                       |
| FC Viktoria Plzeň  | 1       | 2       | 2009-10                                                       |
| FC Fastav Zlín     | 1       | 0       | 2016-17                                                       |
| Hradec Králové     | 1       | 0       | 1994-95                                                       |
| Slovácko           | 1       | 2       | 2021–22                                                       |
| FK Petra Drnovice  | 0       | 2       |                                                               |
| FK Dukla Praha     | 0       | 1       |                                                               |
| Baník Ratíškovice  | 0       | 1       |                                                               |
| SFC Opava          | 0       | 1       |                                                               |